# Villegailhenc
Villegailhenc là một xã của Pháp, nằm ở tỉnh Aude trong vùng Occitanie.
Người dân địa phương trong tiếng Pháp gọi là Villegailhencois.

## Hành chính
| Danh sách các xã trưởng                |                  |               |      |         |
| Giai đoạn                              | Giai đoạn        | Tên           | Đảng | Tư cách |
| tháng 3 năm 1991                       | tháng 3 năm 2001 | Joseph Marty  |      | Maire   |
| tháng 3 năm 2001                       |                  | Michel Proust |      | Maire   |
| Tất cả các dữ liệu trước đây không rõ. |                  |               |      |         |

## Thông tin nhân khẩu
| 1962                                         | 1968 | 1975 | 1982 | 1990 | 1999 | 2004 |
| -------------------------------------------- | ---- | ---- | ---- | ---- | ---- | ---- |
| 687                                          | 951  | 1018 | 1275 | 1337 | 1326 | 1692 |
| Số liệu từ năm 1968: Dân số không tính trùng |      |      |      |      |      |      |